# Lino Pizzi

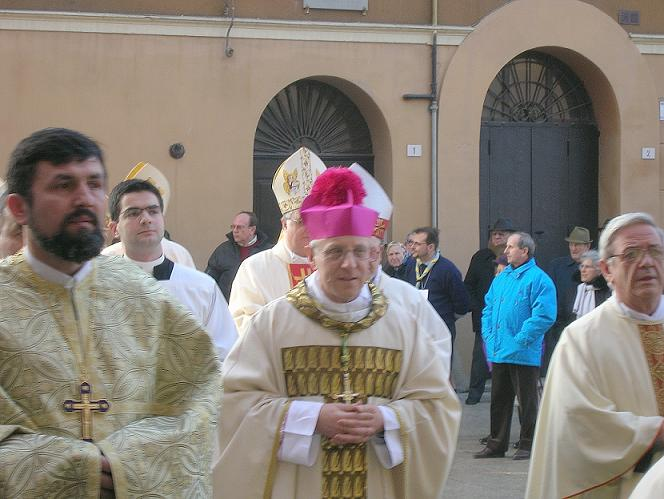
Bischof Lino Pizzi (Mitte)

Bischofswappen

Lino Pizzi (* 25. September 1942 in Rivara, Provinz Turin, Italien) ist ein römisch-katholischer Geistlicher und emeritierter Bischof von Forlì-Bertinoro.

## Leben
Lino Pizzi empfing am 18. Juni 1966 das Sakrament der Priesterweihe.
Am 12. November 2005 ernannte ihn Papst Benedikt XVI. zum Bischof von Forlì-Bertinoro. Der Apostolische Nuntius in Italien, Erzbischof Paolo Romeo, spendete ihm am 22. Januar 2006 die Bischofsweihe; Mitkonsekratoren waren der Erzbischof von Modena-Nonantola, Benito Cocchi, und der emeritierte Bischof von Forlì-Bertinoro, Vincenzo Zarri. Die Amtseinführung erfolgte am 29. Januar 2006.
Papst Franziskus nahm am 23. Januar 2018 seinen altersbedingten Rücktritt an.